# Tepeji del Río
Tepeji del Río de Ocampo oder nur Tepeji del Río ist eine etwa 40.000 Einwohner zählende Stadt im Südwesten des mexikanischen Bundesstaats Hidalgo. Gleichzeitig ist es der Hauptort einer Gemeinde (municipio) mit insgesamt ca. 90.000 Einwohnern. Die ehemalige Franziskaner-Klosterkirche ist seit dem Jahr 2010 Bestandteil der UNESCO-Weltkulturerbestätten am Camino Real de Tierra Adentro.

## Lage und Klima
Tepeji del Río liegt etwa 125 km (Fahrtstrecke) südwestlich von Pachuca de Soto, der Hauptstadt des Bundesstaats, in einer Höhe von ca. 2135 m; bis nach Mexiko-Stadt sind es nur knapp 80 km in südlicher Richtung. Das Klima ist gemäßigt bis warm; Regen (ca. 615 mm/Jahr) fällt ganz überwiegend im Sommerhalbjahr.

## Bevölkerung
| Jahr      | 2000   | 2005   | 2010   |
| Einwohner | 31.221 | 32.541 | 34.151 |

Der überwiegende Teil der Bevölkerung ist indianischer Abstammung; zahlreich sind auch Mestizen.

## Wirtschaft
In früheren Zeiten lebten die Bewohner von Tepeji als Selbstversorger von den Erträgen ihrer Felder und Gärten. Allmählich siedelten sich auch Kleinhändler, Handwerker und Dienstleister aller Art in der Stadt an; heute existieren hier auch mehrere Kleinindustriebetriebe.

## Geschichte
Die Gründung des Ortes erfolgte im Jahr 1558 durch die von den Kolonialherren veranlasste Zusammenlegung der verfeindeten Nachbardörfer Otlazpan und Tepexic. In der Folgezeit kursierten mehrere Ortsnamen wie San Francisco Tepexic, San Francisco del Río oder Tepexic del Río. Im Jahr 1861 wurde hier während der Krise der Präsidentschaft von Benito Juárez der Politiker Melchor Ocampo erschossen, woraufhin die Stadt dessen Namenszusatz erhielt.

## Sehenswürdigkeiten
Hauptattraktion der Stadt ist die durch seitliche Strebepfeiler stabilisierte und nur mit einem kleinen Glockenaufsatz versehene ehemalige Franziskaner-Klosterkirche. Die – mit Ausnahme der beiden Portale – aus Bruchsteinen errichtete Klosterkirche ist dem Ordensgründer geweiht; sie ist nur einschiffig und verfügt über eine erhöhte Apsis. Der doppelgeschossige Kreuzgang (claustro) mit mittlerem Brunnenbecken bezeugt den Wohlstand des im 19. Jahrhundert aufgelösten Klosters.